# 기술의 사회적 구성론
기술의 사회적 구성론(영어: Social construction of technology, SCOT, 스콧)은 과학기술학 분야에서 사용되는 이론이다. 기술의 사회적 구성 이론을 주창하는 사회적 구성주의자들은 기술이 인간의 행동을 결정하는 것이 아니라 인간의 행동이 기술을 형성하며, 기술을 이해하기 위해서는 기술이 어떻게 그 자신이 놓인 사회적 맥락에 포함되는지 이해해야 한다고 주장한다. 기술의 사회적 구성 이론은 기술결정론에 대한 반발이며, 기술적 구성주의로도 불린다.
SCOT는 과학지식사회학의 구성주의 학파에서 수행한 작업을 토대로 하며, 그 하위 주제에는 역사학자 토머스 휴즈(Thomas P. Hughes)의 작업과 같은 사회공학적 시스템의 역사적 분석과 행위자 연결망 이론이 포함된다. 그것의 경험적 방법은 과학적 발견이 사회적으로 구성되는 방법을 설명하기 위한 분석 방법을 개략적으로 설명하는 상대주의 경험적 프로그램(EPOR)의 적응이다. SCOT의 주요 지지자에는 위비 바이커(Wiebe Bijker), 트레버 핀치(Trevor Pinch) 등이 있다.
SCOT는 기술의 수용 또는 거부 이유를 이해하고자 하는 사람들은 사회세계를 고려해야 한다고 주장한다. SCOT에 따르면 "최고"라고 기술 성공을 설명하는 것만으로는 충분하지 않다. 연구원들은 "최고"라는 기준이 어떻게 정의되는지, 그리고 이를 정의하는 데 어떤 그룹과 이해 관계자가 참여하는지 살펴봐야 한다. 특히, 기술 기준의 성공 여부를 누가 측정하는지, 왜 이러한 방식으로 기술 기준을 정의하는지, 누가 포함 또는 제외하는지 물어봐야 한다.  핀치와 바이커는 기술적 결정론은 뒤돌아볼 때 생기는 신화이며 현재로 가는 길이 유일한 길이라고 믿는다.
SCOT는 이론일 뿐만 아니라 방법론이기도 하다. 기술 실패 또는 성공의 원인을 분석하고자 할 때 따라야 할 단계와 원칙을 공식화한다.

## 강성 프로그램
기술의 사회적 구성 이론은 과학지식사회학의 스트롱 프로그램의 영향을 받았다. 핀치와 바이커는 "대칭의 원리"를 과학의 사회학의 가장 영향력 있는 신조라고 언급했는데, 이는 기술의 역사적, 사회학적 연구에도 적용되어야 한다고 보았다. 그것은 데이비드 블루어의 사회적 인과관계 이론과 밀접한 관련이 있다.

### 대칭의 원리
대칭의 원리'는 과학적 믿음의 기원, 즉 모델, 이론 또는 실험의 성공과 실패를 평가할 때, 역사학자/사회학자는 실패 사례와 동일한 "종류의 설명"을 배치해야 한다고 주장한다. 믿음을 조사할 때, 연구원들은 그러한 믿음의 진실이나 거짓에 대해 공정해야 하며, 설명은 공평해야 한다. 강력한 프로그램은 사회 행위자들이 기술의 수용/거부를 위해 내세우는 주장과 관련하여 상대주의 또는 중립의 입장을 채택한다. 모든 논쟁은 동등하게 다루어져야 한다.
이 대칭 원리는 역사학자가 성공적인 이론의 성공을 "객관적 진실" 즉, 내재된 "기술적 우위"를 언급함으로써 설명하려는 유혹을 받는 반면, 실패의 경우에만 사회학적 설명(정치적 영향이나 경제적 이유)을 제시할 가능성이 높다는 문제를 다룬다. 예를 들어 수십 년 동안 체인으로 움직이는 이 자전거의 명백한 성공을 경험해 온 이 자전거는 페니파잉의 "원초성"에 비해 "발전된 기술" 덕분으로 돌리고 싶다. 하지만 이들의 역사를 자세히 대칭적으로 살펴보면(Pinch와 Bijker처럼) 처음에는 자전거가 요즘과는 상당히 다른 기준에 따라 평가되었다는 것을 알 수 있다. 얼리 어답터(주로 젊고 부유한 신사)는 체인 자전거의 보안과 안정성과는 대조적으로 페니 파딩의 속도, 스릴 및 장관을 높이 평가했다. 다른 많은 사회적 요소(예:현대 도시주의와 교통 상태, 여성의류 습관 및 페미니즘)는 자전거 모델의 상대적 가치에 영향을 미치고 이를 변화시켰다.
'대칭 원리'를 잘 읽지 못하는 것은 종종 유사한 문제에 대해 약간 다른 해결책을 제공할 수 있는 많은 경쟁 이론이나 기술이 있다는 것을 지적한다. 이러한 경우에, 사회학적 요인들은 그들 사이의 균형을 깨뜨린다:그것이 우리가 그들에게 동등하게 관심을 기울여야 하는 이유이다.
강력하고 사회적 건설주의적인 독서는 풀어야 할 질문이나 문제의 출현조차도 사회적 결정에 의해 지배되므로 대칭의 원칙은 겉보기에는 순수하게 기술적인 문제에도 적용 가능하다고 덧붙인다.

## 핵심 개념
경험적 상대주의 프로그램은 두 단계에서 SCOT 이론을 도입했다.

### 1단계: 해석적 유연성
SCOT 연구 방법론의 첫 번째 단계는 기술에 대한 대체 해석을 재구성하고, 이러한 해석으로 인해 발생하는 문제와 충돌을 분석하여 기술 아티팩트의 설계 특징에 연결하는 것이다. 그룹, 문제 및 설계 간의 관계를 다이어그램에 시각화할 수 있다.
"해석적 유연성"은 각 기술 아티팩트가 다양한 그룹에 대해 서로 다른 의미와 해석을 가지고 있음을 의미한다. 바이커와 핀치는 자전거의 공기압 타이어가 어떤 사람들에게는 더 편리한 교통 수단인 반면, 다른 사람들에게는 기술적 방해, 트랙션 문제 및 추악한 미관을 의미한다는 것을 보여준다. 공기 경주에서는 타이어가 더 빠른 속도를 낸다.
이러한 대안적 해석은 해결해야 할 다른 문제를 생성한다. 미학, 편의성 및 속도를 어떻게 우선시해야 하는가? 트랙션과 속도 사이의 최상의 균형은 무엇인가?

#### 소셜 그룹 구성
가장 기본적인 관련 그룹은 기술 아티팩트의 "사용자"와 "생산자"이지만, 사회경제적 지위가 다른 사용자, 경쟁 생산자 등 대부분의 하위 그룹이 기술될 수 있다. 때로는 언론인, 정치인, 시민 단체와 같이 기술의 사용자도 생산자도 아닌 관련 그룹도 있다. Trevor Pinch는 기술 영업 사원도 기술 연구에 포함되어야 한다고 주장했다. 해당 기술에 대한 공유되거나 서로 다른 해석을 바탕으로 그룹을 구분할 수 있다.

#### 설계 유연성
기술이 사회 집단마다 다른 의미를 갖는 것처럼, 기술을 구축하는 방법에는 항상 여러 가지가 있다. 특정 설계는 특정 관련 그룹의 해석을 반영하는 큰 기술적 가능성 분야에서 하나의 지점에 불과하다.

#### 분규와 갈등
기술적 해결이 어려운 기준(예:자전거의 경우, 그러한 문제 중 하나는 어떻게 여성이 여전히 품위 기준을 준수하면서 치마를 입고 자전거를 탈 수 있는가) 또는 관련 단체들 간의 갈등을 야기한다('반 자전거 이용자들'은 금지 로비를 했다). 다른 사회의 다른 그룹들은 다른 문제들을 만들고, 다른 디자인으로 이끈다.

### 두번째:접근성
SCOT 방법론의 두 번째 단계는 폐쇄가 어떻게 이루어졌는지 보여주는 것이다.
시간이 지남에 따라 기술이 개발됨에 따라, 폐쇄 메커니즘을 통해 해석 및 설계 유연성이 무너진다. 폐쇄 메커니즘의 두 가지 예
1. "'역설적인 종결'": 사회 단체들이 이 문제가 해결된 것으로 보고있을 때, 대체 디자인의 필요성은 줄어든다. 이것은 종종 광고의 결과이다.
2. "문제의 재정의": 갈등의 초점에 서 있는 디자인은 다른 새로운 문제를 해결하는 데 사용함으로 안정화될 수 있으며, 바로 이 설계로 해결된다. 예를 들어, 에어 타이어의 미적 및 기술적 문제는 에어 타이어 자전거가 자전거 경주에서 우승하기 시작한 단계로 기술이 발전하면서 감소했다. 타이어는 여전히 거추장스럽고 추한 것으로 여겨졌지만, "속도 문제"에 대한 해결책을 제시했고, 이는 이전의 우려를 압도했다.

폐쇄는 영구적이지 않다.  새로운 사회 집단은 해석상의 유연성을 형성하고 재도입하여 기술에 대한 새로운 논쟁이나 갈등을 일으킬 수 있다. (예를 들어, 1890년대에 자동차는 말을 움직이는 자동차에 대한 "친환경" 대안, 더 깨끗한 환경 친화적인 기술로 간주되었다; 1960년대에 새로운 사회 집단은 새로운 해석을 도입했다.반대 결론을 도출하면서 자동차의 환경영향에 관한 논의)

## SCOT 이론의 후속 확대
많은 다른 역사학자들과 기술 사회학자들은 원래의 SCOT 이론을 확장했다.

### 기술 아티팩트의 내용을 더 넓은 사회정치적 환경에 전달
이것은 종종 독창적인 이론의 세 번째 단계로 여겨진다.
예를 들어, Paul N. 에드워즈는 그의 책 "The Closed World: Computers and the Politics in the Cold War America"에서 보여준다. 냉전의 정치적 담론과 이 시대의 컴퓨터 디자인 사이의 강한 관계

## 비판
랭든 위너(Landgon Winner)는 1993년 논문에서 사회적 구성주의가 지나치게 편협한 연구 프로그램이라고 지적했다. 그는 사회적 구성주의에서 다음과 같은 특정 한계를 식별한다.
1. 기술이 어떻게 발생하는지 설명하지만, 그 이후 기술의 결과는 무시한다. 이것은 더 넓은 맥락에서 그러한 기술들이 어떻게 중요한지에 대해 아무 말도 하지 않는 사회학으로 귀결된다.
2. 기술 구축에 기여하는 사회적 집단과 이해관계를 조사하지만 그 과정에서 발언권이 없지만 그 영향을 받는 계층은 무시한다. 마찬가지로, 기술적 우발 상황 및 선택 사항을 문서화할 때 표에 포함되지 않은 옵션을 설명하지 못한다. 위너에 따르면, 이것은 보수적이고 엘리트주의적 사회학을 초래한다.
3. 선택된 사회집단의 즉각적인 요구, 관심, 문제 및 해결책이 기술 선택에 어떻게 영향을 미치는지에 초점을 맞추고 있지만 기술에 관한 사회적 선택의 더 깊은 문화적, 지적 또는 경제적 기원은 무시한다는 점에서 피상적이다.
4. 기술에 대한 대체 해석의 상대적 장점에 대해 어떠한 종류의 도덕적 입장이나 판단을 내리는 것을 적극적으로 피한다. 이러한 무관심은 인간 문제에서 기술의 위치에 대한 중요한 논쟁을 다루는데 도움이 되지 않는다.

## 같이 보기
- 과학기술학
- 체계 이론
- 사회문화적 진화
- 과학지식사회학

## 참조 자료
- Pinch, Trevor J. and Wiebe E. Bijker.  "The Social Construction of Facts and Artefacts: Or How the Sociology of Science and the Sociology of Technology Might Benefit Each Other."  Social Studies of Science 14 (August 1984): 399–441.
- Russell, Stewart.  "The Social Construction of Artefacts: Response to Pinch and Bijker."  Social Studies of Science 16 (May 1986): 331–346.
- Pinch, Trevor J. and Wiebe E. Bijker.  "Science, Relativism and the New Sociology of Technology: Reply to Russell."  Social Studies of Science 16 (May 1986): 347–360.
- Bijker, Wiebe E., Thomas P. Hughes, and Trevor J. Pinch, eds.  The Social Construction of Technological Systems: New Directions in the Sociology and History of Technology.  Cambridge, MA: MIT Press, 1987.
- Sismondo, Sergio.  "Some Social Constructions." Social Studies of Science, 23 (1993): 515–53.